# Берти, Присцилла, 21-я баронесса Уиллоуби де Эрзби
Присци́лла Ба́рбара Эли́забет Бе́рти, 21-я бароне́сса Уиллоуби де Эрзби (англ. Priscilla Barbara Elizabeth Bertie, 21st Baroness Willoughby de Eresby; 16 февраля 1761 — 29 декабря 1828) — британская аристократка, 21-я баронесса Уиллоуби де Эрзби (1780—1828).

## Биография
Присцилла Берти была второй дочерью в семье Перегрина Берти, 3-го герцога Анкастер и Кестевен и его второй супруги Мэри Пантон, дочери сэра Томаса Пантона.
8 июля 1779 года от скарлатины скончался её старший брат Роберт Берти, не имевший наследников. Титулы унаследовал их дядя Браунлоу Берти, а титул барона Уиллоуби де Эрзби был временно отменён. Право носить титул Присцилла оспаривала с младшей сестрой леди Джорджианой.
18 марта 1780 года титул был восстановлен для леди Присциллы, которая стала носительницей титула, как баронесса Уиллоуби де Эрзби. Помимо этого между сёстрами была разделена в равных долях должность лорда великого камергера, носителем которого также был Роберт Берти. Баронесса скончалась 29 декабря 1828 года в возрасте 67 лет; наследником титула стал её старший сын Питер Драммонд-Баррелл.

## Семья
23 февраля 1779 года в возрасте 18 лет вышла замуж за Питера Баррелла, 1-го барона Гвидир, ставшего в 1780 году лордом великим камергером, а в 1796 году бароном Гвидир. У супругов было 4 детей: Питер (1782—1865), Линдси (1786—1848), Уильям (1788—1852) и Элизабет (1793—1879).